# Contact (romance)
Contact (em Portugal, Contacto; no Brasil, Contato) é um livro de ficção científica escrito por Carl Sagan e publicado em 1985. Alguns dos traços da personalidade de Sagan ficam evidentes no caráter da protagonista, Ellie Arroway, do SETI. O livro discorre sobre muitos dos interesses do autor ao longo da sua vida, especialmente o primeiro contacto com extraterrestres. Tanto o livro como o filme adaptado por Robert Zemeckis têm em comum a discussão entre razão e fé. O filme é razoavelmente fiel à ideia principal do livro.
Grandemente baseada na carreira do próprio Sagan, a história é uma defesa da Ciência. Uma ideia central ao livro é a de que a ciência e a razão também podem ser meios através dos quais uma pessoa pode experimentar um fascínio sobre o Universo que geralmente é associado exclusivamente à religião e à fé.

## Cinema
O livro foi adaptado para o cinema em 1997, sob a direção de Robert Zemeckis, onde foi protagonizado pela atriz Jodie Foster no papel da Dr.ª Eleanor Ann Arroway (a.k.a. 'Ellie').